# Guerra de Zapa
A guerra de zapa foi o nome dado às instruções fornecidas pelo general argentino José de San Martín com o objetivo de alarmar o Chile, seduzir as tropas realistas, promover a deserção, fingir acontecimentos, desqualificar os chefes, incutir temor nos soldados e procurar desconcertar os planos do governador realista do Chile, Casimiro Marcó del Pont, entre 1815 e 1817, durante a preparação do Exército Libertador dos Andes. O encarregado de executar todas essas ações foi o patriota chileno Manuel Rodríguez, que ao voltar de Mendoza acompanhado de outros patriotas chilenos, pôs em prática todas essas instruções e fomentou a formação de guerrilhas por toda a zona central do Chile para obter a insurreição e a desarticulação do Exército Real do Chile e assim abrir caminho para o cruze dos Andes.

## Plano
Durante 1816, San Martín intensificou sua tática dirigida a enfraquecer o inimigo que dominava o Chile, recorrendo à "guerra de zapa". Consistia na difusão de proclamações, notícias e rumores por meio de agentes infiltrados na sociedade chilena, buscando conquistar adeptos para a revolução, especialmente entre os oficiais do exército realista que simpatizavam com ideias democráticas. Além disso, seus agentes obtinham dados sobre o poderio militar, posições, rotas e comunicações. Para colocar isso em prática, San Martín contava no Chile com patriotas derrotados, mas não desmoralizados, que aguardavam a chegada do Exército dos Andes e sabotavam o governo de Marcó del Pont. Tudo isso facilitou a obra de desmoralização, empreendida de forma hábil e corajosa, e da qual San Martín era informado por agentes que atravessavam a cordilheira.
Entre os homens que cumpriram tarefas de inteligência "de zapa", merecem destaque Pedro Aldunate e Toro, Santiago Bueras, Diego Guzmán, Ramón Picarte, Miguel Ureta, Pedro Alcántara, Juan Pablo Ramírez, Domingo Pérez e Antonio Merino. San Martín dizia em carta a Tomás Guido de 1 de novembro de 1816: "La guerra de zapa que les hago es terrible; ya los tengo metidos en sus cuerpos a ocho desertores, entre ellos dos sargentos, gente de toda mi confianza, que han ido en clase de tales. Esto me ha costado indecible trabajo, pues ha sido preciso separar toda sospecha de intervención mía en el particular para ocultar ese paso".
Uma função importante coube nesse plano a Manuel Rodríguez, que apesar de ser um carrerino foi recrutado por San Martín para espionar, transportar ordens pela cordilheira e, principalmente, criar guerrilhas. Rodríguez se uniu ao bandido de estradas José Miguel Neira, que receberia um grau militar por dar preferência em seus assaltos a espanhóis.
San Martín encarregou José Antonio Álvarez Condarco, um tucumano conhecedor de traçados e recônditos topográficos, de viajar a Santiago como emissário e entrevistar-se com o governador Marcó del Pont, com a desculpa de apresentar a ele a Declaração da Independência Argentina de 9 de julho de 1816. San Martín o fez atravessar a cordilheira pela Rota de Los Patos e voltar a Mendoza por Uspallata, devendo Condarco gravar em sua memória a situação dos vales, desfiladeiros, voltas etc.

Em dezembro de 1816, San Martín mandou distribuir no Chile, por meio de seus agentes secretos, um documento para avisar aos habitantes que um exército das Províncias Unidas do Rio da Prata atravessaria a cordilheira. San Martín buscava, assim, incitar a insurreição contra o governo de Marcó e obter o apoio dos moradores:

## Ações guerrilheiras da guerra de zapa

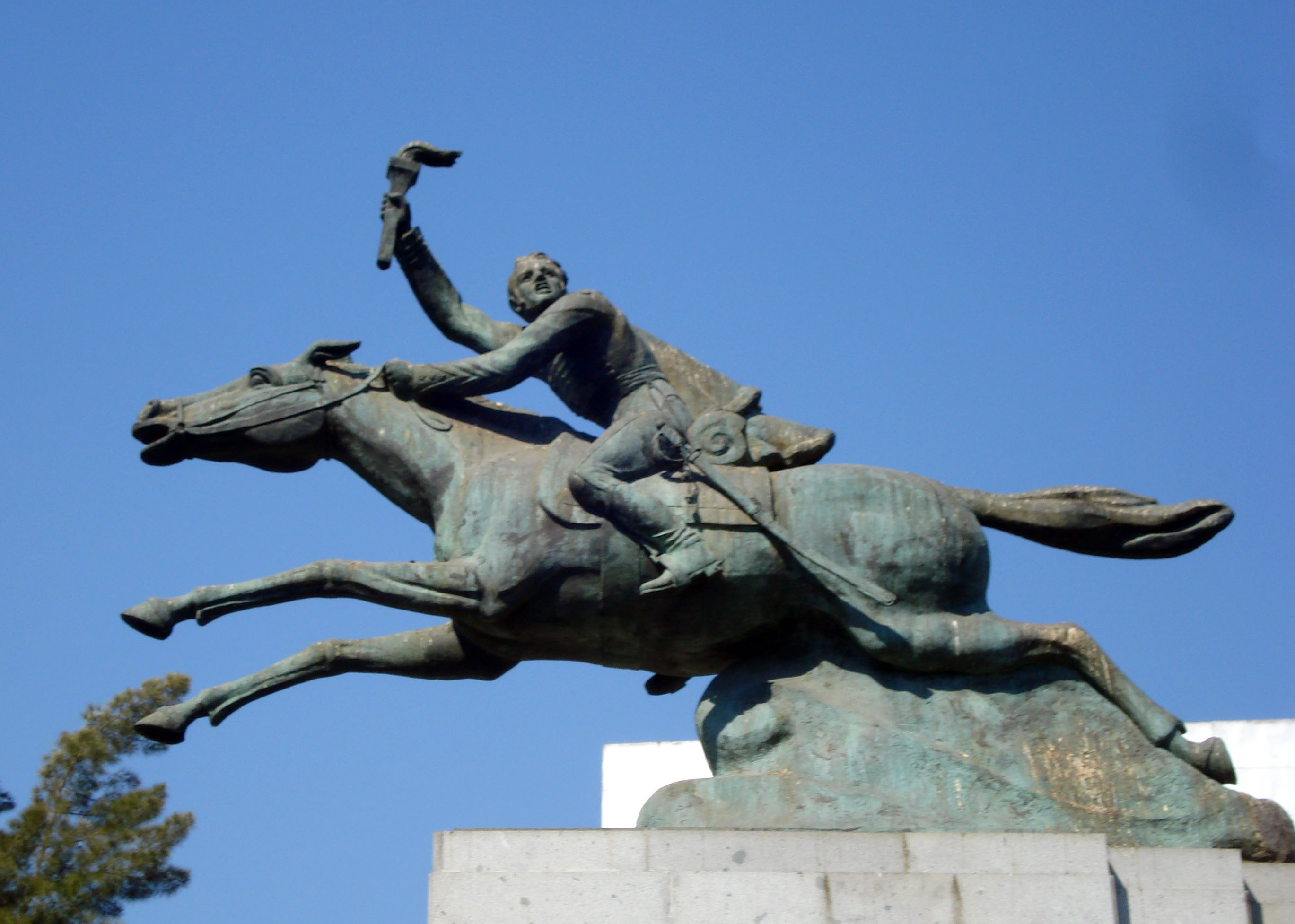
Estátua do guerrilheiro chileno Manuel Rodríguez

Manuel Rodríguez normalmente hostilizava as forças realistas em suas viagens ao interior de Colchagua, para onde se deslocava frequentemente desde Mendoza e Uspallata, passando por Los Andes, Curacaví, Melipilla, Alhué e Marchigüe, deixando inúmeros relatos de inteligência militar. Essa rota lhe permitia evitar as forças realistas e desferir golpes certeiros e de grande efeito em San Felipe, Santiago, Melipilla e San Fernando. Outras vezes, atravessava pelo Passo do Planchón, cujos planos serviram ao general Freire anos depois, durante a reconquista do Chile.
Em suas andanças, Rodríguez uniu-se ao bandido de estradas José Miguel Neira em San Fernando; por meio de uma carta de San Martín e Bernardo O'Higgins, conferiu-se a Neira o grau de coronel de milícias, além do perdão por seus delitos passados, desde que contribuísse com a causa patriota desviando suas ações contra os estancieiros realistas. Neira combinou e efetuou intensas investidas contra realistas, distraindo parte das forças de Santiago.
Entre 1815 e 1817, Manuel Rodríguez conseguiu espalhar a desordem entre as tropas realistas e organizou uma rede de correspondentes que se tornavam, quando a situação exigia, chefes de grupos móveis que apareciam e desapareciam misteriosamente. Sua audácia chegou ao ponto de abrir a porta da carruagem do próprio Casimiro Marcó del Pont na saída do edifício governamental e ainda receber dele uma moeda pelo serviço; essa proeza de altíssimo risco provocou as mais intensas zombarias em toda a população de Santiago contra seu governador. Em pouco tempo, a figura de Rodríguez adquiriu o prestígio e a aura da lenda, graças a suas ações de grande risco bem diante dos realistas. Suas façanhas eram o assunto de todas as tertúlias na cidade.

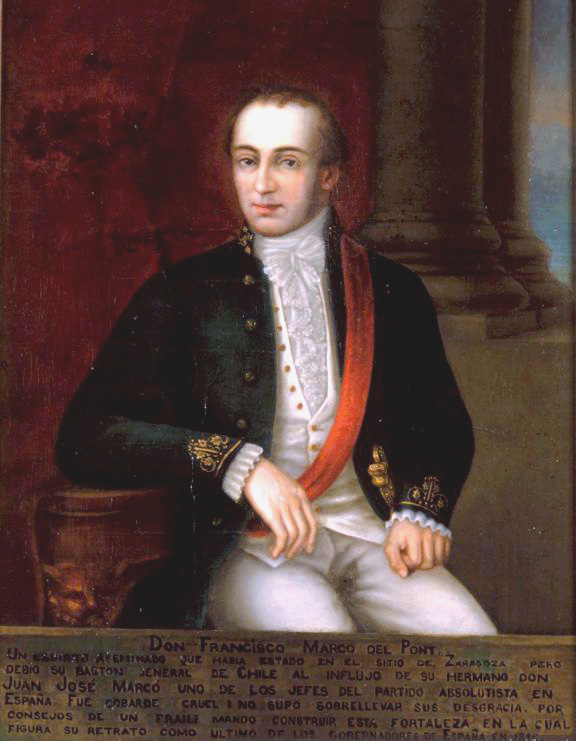
O governador Casimiro Marcó del Pont.

O governador realista do Chile, Casimiro Marcó del Pont, que já havia adotado diversas medidas repressivas contra o povo, executadas pelo comandante do Real Regimento de Talavera de la Reina, o capitão Vicente San Bruno, provocou descontentamento geral na população, o que favorecia o guerrilheiro Rodríguez na tarefa de promover e incentivar as pessoas a apoiarem a causa independentista. Marcó del Pont, diante dessa nova e evidente ameaça, montou grandes destacamentos para destruir os guerrilheiros, inicialmente chefiados pelo capitão de dragões Joaquín Magallar, depois pelo coronel Antonio de Quintanilla, coronel Juan Francisco Sánchez e coronel Antonio Morgado, mas nenhum deles conseguiu eliminar as montoneras que inicialmente se concentravam no distrito de Colchagua. Marcó del Pont viu-se obrigado a enviar para o sul de Santiago parte de seu exército, cerca de 1 500 soldados, para evitar sublevações e combater as guerrilhas que surgiam.
Rodríguez atravessou a cordilheira diversas vezes para ir e voltar de Mendoza. Nesses deslocamentos, trouxe para o Chile o armamento e a logística suficientes para manter guerrilhas em boa parte do território.
Em janeiro de 1817, Rodríguez realizou suas últimas façanhas. Com oitenta homens, atacou Melipilla e apoderou-se dos fundos obtidos por meio de contribuições forçadas, cerca de dois mil pesos, que distribuiu entre seus homens para que pudessem sustentar suas famílias.
Poucos dias depois, cento e cinquenta de seus homens, sob o comando de Francisco Salas Fuenzalida, assaltaram à noite a cidade de San Fernando, por ordem de Rodríguez. A guarnição realista resistiu ao ataque; então Salas gritou em voz tonitruante: "¡Que avance la artillería! ¡Que se muevan los cañones!". Imediatamente, os montoneros puseram em movimento algumas esteiras de couro com pedras que produziam um barulho idêntico ao de canhões rodando. Os realistas, acreditando estarem sendo atacados por uma grande força militar, fugiram. Assim, Salas tomou San Fernando.
Dando sequência a essa série de investidas, o guerrilheiro chileno Francisco Villota atacou Curicó com alguns homens, mas não conseguiu tomá-la. Ainda assim, as redondezas de Curicó continuariam sendo hostilizadas até que a tomada fosse enfim concretizada.
O cruze dos Andes estava em andamento e as últimas ações da guerra de zapa estavam prestes a acontecer. A coluna de José León Lemos no sul, com 25 homens, realizava manobras de distração enquanto as guerrilhas, apoiadas pela coluna comandada pelo chileno Ramón Freire, conseguiam derrotar os realistas na fazenda de Cumpeo. Após a retirada obrigatória dos realistas, que recuaram a Santiago a pedido do governador para defender a capital, os patriotas tomaram a cidade de Talca. Dias depois, o guerrilheiro chileno Isidro Peña ocupou com suas forças a cidade de Curicó. Essas ações, somadas à debandada dos realistas em direção a Santiago, deixaram Santiago isolada de Concepción. A região do sul, desde as imediações de San Fernando até o rio Maule, permaneceu sob controle das guerrilhas.
Por outro lado, Manuel Rodríguez apoderou-se definitivamente de San Fernando, onde, graças ao apoio regional, foi estabelecido um pequeno governo que perdurou de 11 de fevereiro a 21 de março de 1817.

## Consequências
Tendo as forças espanholas sido divididas graças às ações guerrilheiras de Manuel Rodríguez e suas montoneras, em 21 de janeiro de 1817 o exército libertador, composto por cerca de quatro mil soldados, conseguiu atravessar a cordilheira dos Andes pelos passos de Uspallata, Piuquenes, Planchón e Patos, e, no início de fevereiro, todas as divisões já avistavam o território chileno.
A dispersão das forças realistas (estimadas em abril de 1817 em 4 317 homens), por todo o território, principalmente devido às montoneras, dificultou muito que Francisco Casimiro Marcó del Pont reunisse um exército para enfrentar o exército dos Andes que se estabelecia no Chile. Finalmente, conseguiu cerca de 1.500 homens. A moral deles não era das melhores, pois estavam mal pagos e não lhes haviam sido reconhecidos os graus conquistados na campanha de reconquista sob o comando de Mariano Osorio.
As forças realistas estavam muito enfraquecidas diante da chegada das tropas de San Martín. A maior parte da população simpatizava com os patriotas, e os realistas não podiam abandonar alguns setores sem tropas, pois, se o fizessem, esses locais se levantariam contra eles, como de fato aconteceu quando recuaram para a capital. As guerrilhas haviam conseguido minar a capacidade dos realistas de mobilizarem todas as suas forças.
Finalmente, em 12 de fevereiro de 1817, os dois exércitos se encontraram na encosta de Chacabuco, onde os realistas foram definitivamente derrotados pelo exército dos Andes, pondo fim à reconquista espanhola. O governador Marcó del Pont, que tentou fugir, foi preso junto com alguns oficiais.
Assim, graças aos esforços das guerrilhas e do exército dos Andes, os patriotas recuperaram metade do Chile.